# Ronnie Kasrils
Ronnie Kasrils (Johannesburgo, 1938) es un político, guionista y director de cine y televisión sudafricano de origen judío, sus abuelos eran originarios de Letonia y Lituania. Tuvo cargos de responsabilidad dentro del Congreso Nacional Africano (ANC) durante más de 16 años y fue militante del Partido Comunista Sudafricano (SACP) desde 1961, siendo nombrado miembro del su Comité Central en 1986 hasta 2007. Tras las elecciones democráticas de 1994 que supusieron el fin del apartheid, Kasrils fue viceministro de Defensa. Más tarde fue ministro de Aguas y Bosques y de Inteligencia. En la actualidad es conocido por su trabajo en la mediación y la resolución de conflictos. Es, además, autor de diversos trabajos sobre poesía y política, destacando entre ellos la autobiografía titulada Armado y peligroso (Armed and dangerous).